# Breds kyrka
Breds kyrka är en kyrkobyggnad i Bred i Uppsala stift. Den är församlingskyrka i Sparrsätra-Breds församling. Kyrkan ligger en och en halv mil nordväst om Enköping på gränsen till Västmanland. Två kilometer öster om kyrkan, i Edsberga by, ligger en före detta komministergård med en faluröd panelad huvudbyggnad från år 1818. Strax öster om kyrkan ligger en gammal folkskola och småskola.

## Gamla kyrkan
På samma plats där nuvarande kyrka står fanns en stenkyrka uppförd på 1300-talet. Kyrkan avritades på 1680-talet av Johan Hadorph och år 1748 av Olof Grau. Kyrkan hade en stomme av gråsten och bestod av långhus med vapenhus i söder. En sakristia fanns och var med stor sannolikhet placerad vid långhusets norra sida. Kyrkorummets innertak hade tegelvalv som krävde mycket underhåll grund av sprickor. 1658 föll halva korvalvet ned och slog sönder delar av korets inredning och inventarier. 1754 höggs två nya fönster upp. Omkring år 1800 togs en ingång upp i västra kortväggen. Enligt en tradition, återgiven i en skrivelse till Uppsala domkapitel på 1650-talet, skulle kyrkan ha föregåtts av ett träkapell.

## Nuvarande kyrkobyggnad

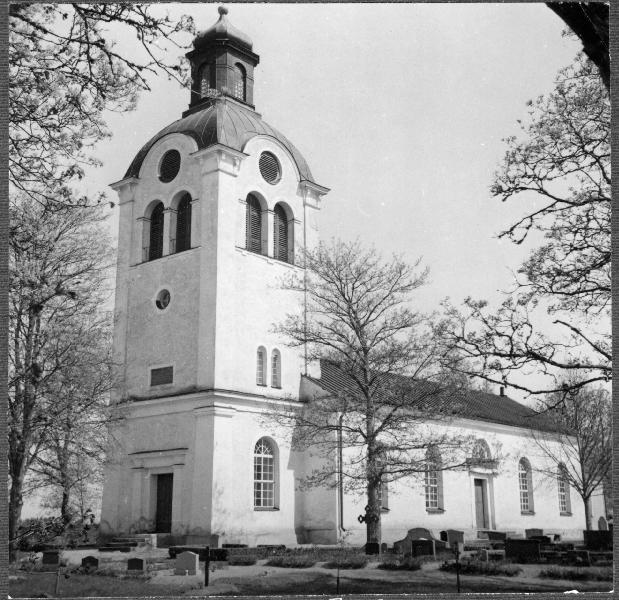
Breds kyrka mot sydväst, 1955.

Gamla kyrkan revs för att lämna plats åt nuvarande långsträckta kyrkobyggnad i nyklassisk stil som uppfördes åren 1836-1837. Arkitekt Fredrik Blom hade gjort ritningarna redan år 1824. 11 september 1836 hölls första gudstjänsten i nya kyrkan och på Kristi himmelsfärds dag 1842 förrättades invigningen av ärkebiskop Carl Fredrik af Wingård. Nuvarande kyrka har en stomme av gråsten och är spritputsad i vitt med gråfärgad sockel. Från början uppfördes den som en enskeppig, rektangulär salkyrka med kor och långhus i samma höjd och bredd, höga rundbågiga fönster och ett kraftigt kyrktorn i väster. Ursprungligen var ett utrymme längst i öster reserverat till sakristia, men 1836 fattades beslut att införliva detta utrymme i kyrkorummet för att inte kyrkan skulle bli för liten. En låg utbyggnad i öster uppfördes 1836-1838 där sakristian inhystes. Utbyggnaden ingick ej i Fredrik Bloms planer. En ombyggnad genomfördes 1892 efter ritningar av arkitekt Gustaf Petterson. Tornet fick då sin nuvarande överbyggnad i form av en huv med lanternin och tornspira. Kyrkorummet har två ingångar för gudstjänstbesökare. Ena ingången är belägen mitt på södra långsidan, medan andra ingången går genom tornets västra sida. Yttertaken är klädda med kopparplåt. Kyrkorummets enkla prägel är i stort sett oförändrad sedan byggnadstiden. Innerväggarna har högst upp en profilerad list och ovanför denna finns innertaket som täcks av ett segmentvalv. Gamla kyrkans slutna bänkinredning från 1747 är överflyttad till nuvarande kyrka. Orgelläktarens barriär är byggd 1778 för gamla kyrkan.
En renovering genomfördes 1907-1908 efter förslag av arkitekt Gustaf Petterson då den fasta inredningen målades om i vitt med förgylld dekorering, läktaren byggdes om och nytt orgelverk skaffades in. En mer genomgripande renovering genomfördes 1924-1925 på förslag av arkitekt Ärland Noreen då tak och innerväggar rengjordes, bänkinredningen byggdes om, övriga fasta inredningen åter målades om, äldre inventarier konserverades och varmluftsanläggning installerades.

## Inventarier
- Altartavlan är målad 1839 av P Berggren och har som motiv Jesu nedtagande från korset.
- Predikstolen med förgyllda ornament och listverk är tillverkad 1836 efter ritningar av arkitekt Johan Adolf Hawerman.
- Dopfunten av trä är tillverkad 1957 Leonard Larsson, Backa efter förslag av Iwar Andersson på Riksantikvarieämbetet.
- På ena kormuren hänger ett medeltida triumfkrucifix. Kristusfiguren är daterad till början av 1500-talet, medan korset är nytt.
- En apostlafigur förvaras numera på Historiska museet. Figuren ingick troligen i ett helgonskåp från 1300-talets andra fjärdedel.
- Ytterligare äldre träskulpturer härrör från tidigare kyrkan.
- Ett rökelsekar av malm är sannolikt från 1200-talet. Tillhörande lock har försvunnit.
- Tre ljuskronor av malm eller mässing är från 1600-talet.

### Orgel
- 1778 byggdes en orgel av Jonas Ekengren, Stockholm med 9 stämmor. Orgeln flyttades 1836 från gamla kyrkan till den nya kyrkan.
- Den nuvarande orgeln byggdes 1908 av Johannes Magnusson, Göteborg. Orgeln är mekanisk med rooseveltlåda och har ett tonomfång på 54/27. Orgeln har 3 fasta kombinationer. Fasaden är från 1778 års orgel. 1925 renoverades orgeln av A Magnussons Orgelbyggeri AB, Göteborg. 1961 omdisponerades orgeln av Bo Wedrup, Uppsala.

| Manual        | Pedal                  | Koppel  |
| Borduna 16´   | Subbas 16´ (tr man)    | Man/Ped |
| Rörflöjt 8'   | Quintadena 8' (tr man) | Man 4'  |
| Quintadena 8' |                        |         |
| Principal 4'  |                        |         |
| Flöjt 4'      |                        |         |
| Waldflöjt 2'  |                        |         |
| Mixtur III-IV |                        |         |

### Webbkällor
- Upplandia.se - En site om Uppland
- Svenska kyrkan i Enköping